# Джебел (Болгария)
Джебел (болг. Джебел, тур. Cebel) — город в Болгарии. Находится в Кырджалийской области, административный центр общины Джебел. Население составляет 3145 человек.

## История
Статус города Джебел получил в 1969 году.

## Политическая ситуация
Кмет (мэр) общины Джебел — Бахри Реджеб Юмер (Движение за права и свободы (ДПС)) по результатам выборов.